# Gårdsby och Hemmesjö bökeskog
Gårdsby och Hemmesjö bökeskog är ett naturreservat i Gårdsby och Hemmesjö socknar i Växjö kommun i Småland (Kronobergs län).
Reservatet är skyddat sedan 2006 och är 65 hektar stort. Det är beläget 7 km öster om Växjö och består av bokskog, betesmarker och ängsmarksrester. Reservatet gränsar till de båda sjöarna Hinnasjön och Lövsjön.

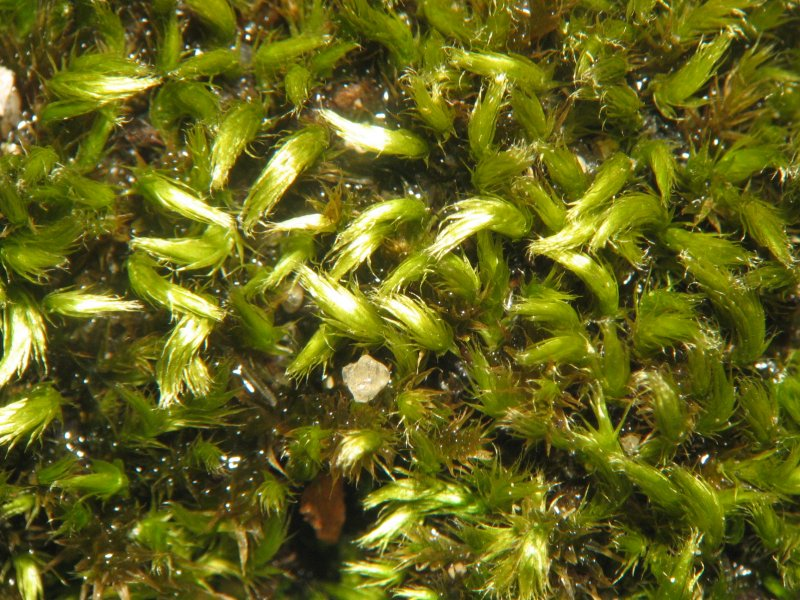
Guldlockmossa

Vissa delar av området består av naturligt uppkommen björkskog med inslag av gran på fuktig mark som i det närmaste utgör sumpskog.
I området finns träd som är upp till 200 år. På de gamla bokarna växer många skyddsvärda hotade arter av mossor och lavar. 
I rester av ängsmarker växer en skyddsvärd flora.
Rödlistade arter har påträffats såsom bokvårtlav och rosa lundlav. Signalarter har påträffats såsom  bokkantlav, lunglav, fällmossa, havstulpanlav, platt fjädermossa, traslav, krusig hättemossa,  guldlockmossa, gammelgranslav, ulota, gullpudra och blåmossa.
Där finns även kulturlämningar som odlingsrösen och backstugelämningar. Genom reservatet går Sigfridsleden.